# Kayla Miracle
Kayla Colleen Kiyoko Miracle (Bloomington, 26 aprile 1996) è una lottatrice statunitense, specializzata nella lotta libera.

## Biografia
Ha rappresentato gli Stati Uniti ai Giochi olimpici estivi di Tokyo 2020, classificandosi dodicesima nel torneo dei -62 kg.
Ha vinto la medaglia d'argento ai mondiali di Oslo 2021 nel torneo dei -62 kg, perdendo in finale contro la statunitense Helen Maroulis.
È apertamente lesbica ed è stata la prima lottatrice dichiaratamente omosessuale a partecipare alle olimpiadi.

## Palmarès
- Mondiali

Oslo 2021: argento nei -62 kg;
- Giochi panamericani

Lima 2019: oro nei -62 kg;
- Campionati panamericani

Lauro de Freitas 2017: bronzo nei -58 kg;
Lima 2018: bronzo nei -62 kg;
Città del Guatemala 2021: oro nei -62 kg;